# Kalehe (Ort)
Kalehe ist der Hauptort des gleichnamigen Territoriums Kalehe in der Provinz Sud-Kivu im Osten der Demokratischen Republik Kongo. Er liegt am Westufer des Kiwusees.

## Verkehr
Durch den Ort führt die Nationalstraße 2, die unter anderem die beiden Provinzhauptstädte Bukavu und Goma von Sud- bzw. Nord-Kivu miteinander verbindet. Zudem gibt es einen Hafen von dem aus Boote nach Bukavu und Goma verkehren.

## Gefängnis
Im Ort befindet sich das Kalehe-Gefängnis (Prison de Kalehe).